# Newton County (Georgia)
Das Newton County ist ein County im US-Bundesstaat Georgia. Der Verwaltungssitz (County Seat) ist Covington.

## Geographie
Das County liegt im mittleren Norden von Georgia, hat eine Fläche von 723 Quadratkilometern, wovon sieben Quadratkilometer Wasserfläche sind, und grenzt im Uhrzeigersinn an folgende Countys: Walton County, Morgan County, Jasper County, Butts County, Henry County und Rockdale County.
Das County ist Teil der Metropolregion Atlanta.

## Geschichte
Newton County wurde am 30. November 1858 als 53. County in Georgia aus Teilen des Henry County, des Jasper County und des Walton County gebildet. Benannt wurde es nach John Newton, einem Helden des Revolutionskrieges.

## Demografische Daten

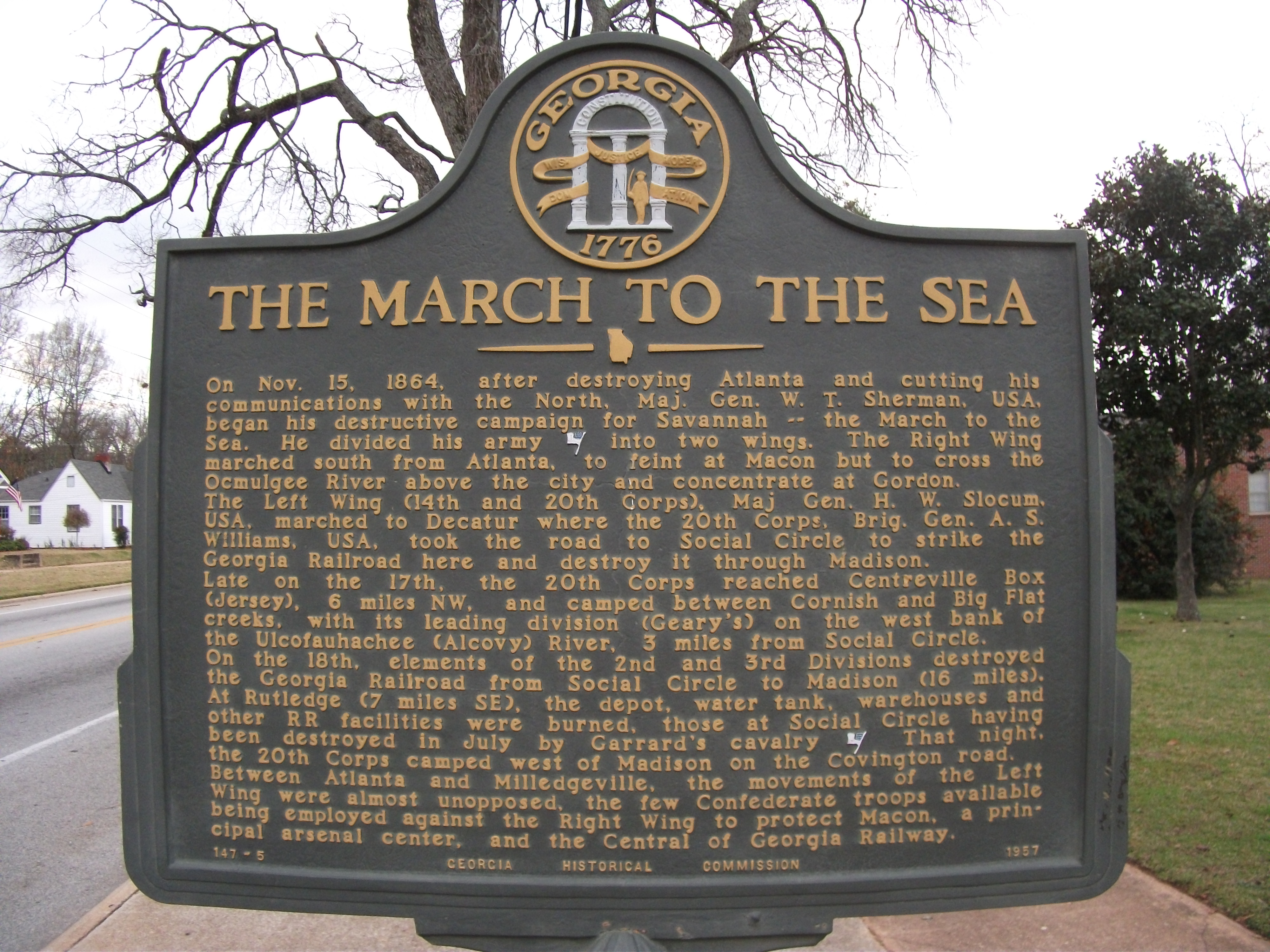
Gedenktafel über die Truppenbewegungen im County während des Sezessionskriegs

Laut der Volkszählung von 2010 verteilten sich die damaligen 99.958 Einwohner auf 34.390 bewohnte Haushalte, was einen Schnitt von 2,85 Personen pro Haushalt ergibt. Insgesamt bestehen 38.342 Haushalte.
76,1 % der Haushalte waren Familienhaushalte (bestehend aus verheirateten Paaren mit oder ohne Nachkommen bzw. einem Elternteil mit Nachkomme) mit einer durchschnittlichen Größe von 3,27 Personen. In 43,5 % aller Haushalte lebten Kinder unter 18 Jahren sowie in 21,0 % aller Haushalte Personen mit mindestens 65 Jahren.
32,0 % der Bevölkerung waren jünger als 20 Jahre, 26,2 % waren 20 bis 39 Jahre alt, 27,0 % waren 40 bis 59 Jahre alt und 14,9 % waren mindestens 60 Jahre alt. Das mittlere Alter betrug 35 Jahre. 47,6 % der Bevölkerung waren männlich und 52,4 % weiblich.
53,8 % der Bevölkerung bezeichneten sich als Weiße, 40,9 % als Afroamerikaner, 0,2 % als Indianer und 0,9 % als Asian Americans. 2,1 % gaben die Angehörigkeit zu einer anderen Ethnie und 2,1 % zu mehreren Ethnien an. 4,6 % der Bevölkerung bestand aus Hispanics oder Latinos.
Das durchschnittliche Jahreseinkommen pro Haushalt lag bei 51.068 USD, dabei lebten 17,0 % der Bevölkerung unter der Armutsgrenze.

## Orte im Newton County
Orte im Newton County mit Einwohnerzahlen der Volkszählung von 2010:
Cities:
- Covington (County Seat) – 13.118 Einwohner
- Mansfield – 410 Einwohner
- Oxford – 2.134 Einwohner
- Porterdale – 1.429 Einwohner
- Social Circle – 4.262 Einwohner

Town:
- Newborn – 696 Einwohner